# Christian Friedrich von Leins

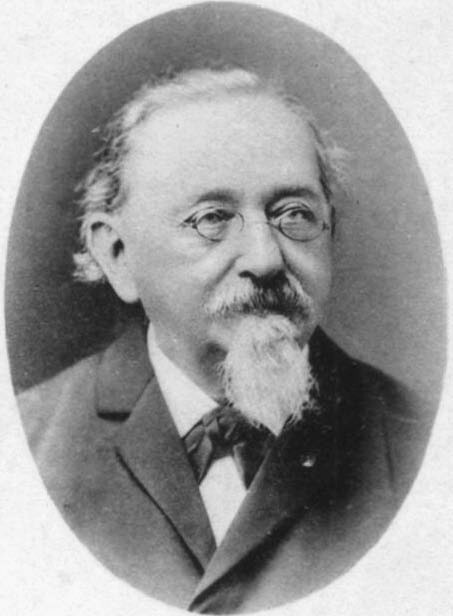
Christian Friedrich von Leins.

Christian Friedrich von Leins, född 22 november 1814 i Stuttgart, död där 25 augusti 1892, var en tysk arkitekt.

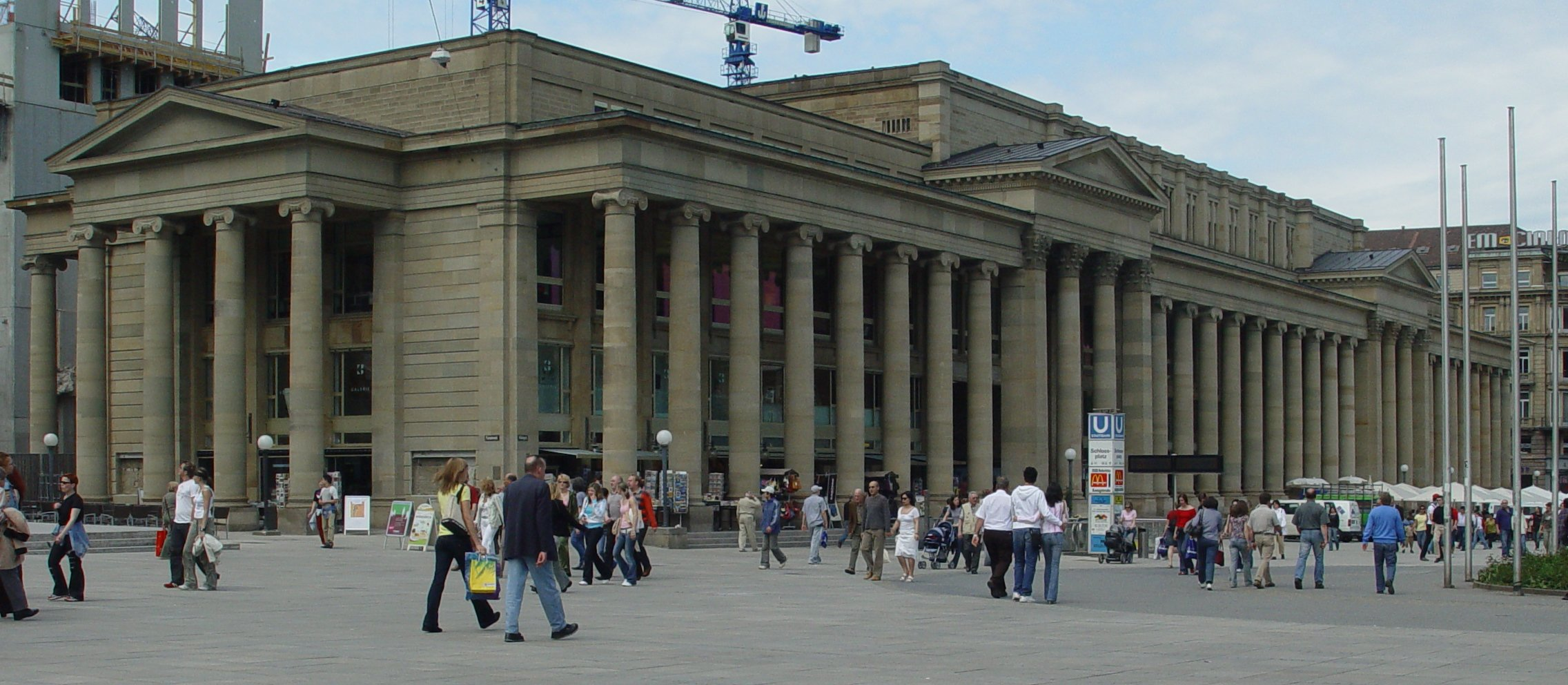
Königsbau i Stuttgart.

Leins undervisades först av sin far, som var stenhuggare, studerade sedan i Paris och på resor, blev 1850 professor vid Polytechnikum i Stuttgart och utförde i denna stad sina bästa arbeten, ryska beskickningens palats, i grekisk renässans, samt flera andra palats, villor och enskilda hus. Det av arkitekten Johann Michael Knapp påbörjade Königsbau (1857–1859) i Stuttgart fullbordades av Leins efter egna ritningar. Dessutom visade han sig skicklig i att använda medeltidens stilarter både vid nybyggnad, såsom i Johanniskirche (1865–1876) i Stuttgart, och vid restaurering av medeltidskyrkor.